# National Lampoon's Animal House
National Lampoon's Animal House (comercializada en España como Desmadre a la americana y en Hispanoamérica como Colegio de animales) es una película estadounidense de comedia de 1978 dirigida por John Landis. La película es sobre un grupo de una fraternidad de hombres que retan a sus administradores de la universidad.
El guion fue adaptado por Douglas Kenney, Chris Miller y Harold Ramis de las historias escritas por Miller y publicadas en la revista National Lampoon basada en las experiencias de Miller en la fraternidad Alpha Delta Phi en Dartmouth College (el personaje Pinto es la versión de Miller, cuyo sobrenombre en la universidad era de hecho "Pinto").

## Argumento
El Faber College es una Universidad privada de EE. UU., fundada a finales del siglo XIX por Emil Faber. Sin embargo, posee algunas características que la hacen diferente del resto, por su carácter especialmente clasista. Existen en su organización dos partes: la Casa Omega, integrada por estudiantes serios y estirados; y los de la Casa Delta Tau Chi, que son todo lo contrario.
En 1962, los estudiantes de primer año de Faber College Lawrence "Larry" Kroger y Kent Dorfman buscan unirse a una fraternidad. Al encontrarse fuera de lugar en la prestigiosa fiesta de la casa Omega Theta Pi, visitan la descuidada casa Delta Tau Chi al lado, donde Kent es un "legado": no puede ser rechazado, porque su hermano mayor Fred era miembro. John "Bluto" Blutarsky les da la bienvenida y se encuentran con otros Deltas, incluido el motociclista Daniel Simpson "D-Day" Day, el presidente del capítulo Robert Hoover, las damas Eric "Otter" Stratton y el mejor amigo de Otter, Donald "Boon" Schoenstein, cuya novia, Katy, lo presiona constantemente para que deje de beber con los Deltas y haga algo con su vida. Larry y Kent están invitados a comprometerse y los nombres de la fraternidad "Pinto" y "Platija" respectivamente, de Bluto, el sargento de armas de Delta.
El decano de la universidad, Vernon Wormer, quiere eliminar a los Deltas, que ya están en libertad condicional, debido a varias violaciones de conducta en el campus y una situación académica abismal, por lo que invoca su autoridad de emergencia y coloca a la fraternidad en "libertad condicional de doble secreto". Dirige al presuntuoso y presumido presidente de Omega, Greg Marmalard, para que encuentre una manera de sacar a los Deltas del campus. Varios incidentes aumentan aún más la animosidad de Dean y Omegas hacia los Deltas, incluida la muerte accidental relacionada con la broma de un caballo perteneciente al miembro de Omega y al comandante del cadete del Cuerpo de Entrenamiento de Oficiales de Reserva Douglas C. Neidermeyer y Otter coqueteando con la novia de Marmalard, Mandy.
Bluto y D-Day roban las respuestas a una próxima prueba de la basura, sin darse cuenta de que los Omegas han cambiado de papeles para el examen. Los Deltas no pasan el examen, y sus promedios de calificaciones bajan tanto que Wormer les dice que solo necesita un incidente más para revocar sus estatutos. Para animarse, los Deltas organizan una fiesta de toga y traen a Otis Day y los Caballeros para ofrecer música en vivo. La esposa de Wormer, Marion asiste a la invitación de Otter y tiene relaciones sexuales con él. Pinto se conecta con Clorette, una cajera que conoce en el supermercado. Se besan, pero no tienen relaciones sexuales porque ella se desmaya borracha. Pinto la lleva a su casa en un carrito de compras y descubre que es la hija del alcalde.
Indignado por las escapadas de su esposa y la amenaza de violencia personal del alcalde, Wormer organiza una audiencia en la corte y revoca la carta de Delta. Para distraerse de sus problemas, Otter, Boon, Flounder y Pinto se van de viaje. Otter recoge a cuatro mujeres jóvenes del Emily Dickinson College como fechas para él y sus hermanos Delta haciéndose pasar por Frank Lymon, el prometido de un estudiante universitario que murió en una explosión reciente. Se detienen en un bar en la calle donde está actuando la banda de Day, sin darse cuenta de que tiene una clientela exclusivamente afroamericana. Un par de clientes descomunales intimidan a los Deltas y se van rápidamente, destrozando el auto del hermano de Flounder a toda prisa y dejando atrás sus citas.
Marmalard y otros Omegas atraen a Otter a un motel y lo golpean después de que Babs, el mejor amigo de Mandy, le dice que Mandy y Otter están teniendo una aventura. Las calificaciones intermedias de los Deltas son tan pobres que un Wormer extasiado los expulsa a todos, ya que ya notificó a sus juntas de reclutamiento locales que ahora son elegibles para el servicio militar. La noticia sorprende tanto a Flounder que vomita sobre Wormer.
Los deltas están abatidos, pero Bluto los reúne con un discurso apasionado, aunque históricamente inexacto ("¿Se acabó cuando los alemanes bombardearon Pearl Harbor? ¡Diablos no!"). Deciden vengarse de Wormer, los Omegas y la universidad. D-Day convierte el auto dañado del hermano de Flounder en un vehículo blindado y lo esconden dentro de un flotador con forma de pastel y se escabullen en el desfile anual de bienvenida. A medida que causan estragos en el evento, el futuro de varios de los personajes principales de los estudiantes se revela utilizando etiquetas de fotograma congelado. La mayoría de los Deltas se convierten en profesionales respetables (con Bluto casándose con Mandy y convirtiéndose en senador), mientras que los Omegas sufren resultados menos afortunados.

## Reparto
| Actor              | Personaje                     |
| ------------------ | ----------------------------- |
| John Belushi       | John "Bluto" Blutarsky        |
| Tim Matheson       | Eric "Otter" Stratton         |
| Peter Riegert      | Donald "Boon" Schoenstein     |
| Thomas Hulce       | Lawrence "Pinto" Kroger       |
| Stephen Furst      | Kent "Flounder" Dorfman       |
| Bruce McGill       | Daniel "D-Day" Simpson Day    |
| James Widdoes      | Robert Hoover                 |
| Karen Allen        | Katy                          |
| James Daughton     | Gregory "Gregg" Marmalard     |
| Mark Metcalf       | Douglas "Doug" C. Neidermeyer |
| Kevin Bacon        | Chip Diller                   |
| Mary Louise Weller | Mandy Pepperidge              |
| Martha Smith       | Barbara "Babs" Sue Jansen     |
| John Vernon        | Dean Vernon Wormer            |
| Verna Bloom        | Sra. Marion Wormer            |
| Donald Sutherland  | Prof. Dave Jennings           |
| Cesare Danova      | Alcalde Carmine DePasto       |
| Sarah Holcomb      | Clorette DePasto              |
| DeWayne Jessie     | Otis Day                      |
| Douglas Kenney     | Dwayne "Stork" Storkman       |
| Chris Miller       | Curtis "Hardbar" Wayne Fuller |
| Bruce Bonheim      | "B.B."                        |
| Joshua Daniel      | "Mothball"                    |
| Junior             | Trooper                       |

## Producción

### Desarrollo
Animal House fue la primera película producida por National Lampoon, la revista de humor más popular en los campus universitarios a mediados de la década de 1970. La publicación especializada en satirizar la política y la cultura popular. Muchos de los escritores de la revista eran recién graduados universitarios, de ahí su atractivo para los estudiantes de todo el país. Douglas Kenney fue un escritor de Lampoon y el primer editor en jefe de la revista. Se graduó de la Universidad de Harvard en 1969 y tuvo una experiencia universitaria más cercana a los Omegas en la película (había sido presidente del élite Spee Club de la universidad). Kenney fue responsable de las primeras apariciones de tres personajes que aparecerían en la película, Larry Kroger, Mandy Pepperidge y Vernon Wormer. Hicieron su debut en el Anuario de la Escuela Secundaria Nacional de Lampoon de 1973, una sátira de un anuario de la escuela secundaria de 1964 de América Central. Los personajes de Kroger y Pepperidge en el anuario eran efectivamente los mismos que sus personajes en la película, mientras que Vernon Wormer era un profesor de educación física y educación cívica, así como un entrenador de atletismo en el anuario.
Sin embargo, Kenney sintió que el compañero escritor de Lampoon, Chris Miller, era el experto de la revista en la experiencia universitaria. Enfrentado a una fecha límite inminente, Miller presentó un capítulo de sus memorias abandonadas en ese momento titulado "La noche de los siete incendios" sobre las promesas de experiencias de sus días de fraternidad en Alpha Delta (asociado con el Alpha Delta Phi nacional durante los años de pregrado de Miller, la fraternidad posteriormente se disoció de la organización nacional y ahora se llama Alpha Delta) en el Dartmouth College de la Ivy League, en Hanover (Nuevo Hampshire). Las travesuras de sus compañeros de fraternidades, junto con experiencias como la de un viaje por carretera a la Universidad de Wisconsin-Madison y su Fraternidad Delta Chi, se convirtieron en la inspiración para el Delta Tau Chis de Animal House y muchos personajes de la película (y sus apodos) se basaron en los hermanos de la fraternidad de Miller. El cineasta Ivan Reitman acababa de terminar de producir la primera película de David Cronenberg, Shivers, y llamó al editor de la revista Matty Simmons para hacer películas bajo la bandera de Lampoon. Reitman había reunido The National Lampoon Show en la ciudad de Nueva York con varios futuros miembros del elenco de Saturday Night Live, incluido John Belushi. Cuando la mayoría del grupo de Lampoon se mudó a SNL, excepto Harold Ramis, Reitman se le acercó con la idea de hacer una película juntos usando algunas parodias del Show de Lampoon.

### Guion
Kenney conoció al escritor de Lampoon, Ramis, por sugerencia de Simmons. Ramis se basó en sus propias experiencias de fraternidad como miembro de la fraternidad Zeta Beta Tau en la Universidad de Washington en St. Louis y estaba trabajando en un tratamiento cinematográfico sobre la universidad llamado "Freshman Year", pero los editores de la revista no estaban contentos con eso. Kenney y Ramis comenzaron a trabajar juntos en un nuevo tratamiento cinematográfico, y presentaron a Charles Manson en una escuela secundaria, llamándolo Laser Orgy Girls. Simmons estuvo de acuerdo con esta idea, por lo que cambiaron la configuración a una "universidad del noreste ... tipo de escuela Ivy League". Kenney era fanático de las historias de fraternidad de Miller y sugirió usarlas como base para una película. Kenney, Miller y Ramis comenzaron a generar ideas. Vieron el escenario de la película en 1962 como "el último año inocente ... de América", y el desfile de regreso a casa que termina la película como el 21 de noviembre de 1963, el día antes del asesinato del presidente Kennedy. Acordaron que Belushi debería protagonizarlo y Ramis escribió la parte de Bluto específicamente para el comediante, después de haber sido amigo de él en The Second City de Chicago.
Los escritores eran nuevos en la escritura de guiones, por lo que su tratamiento cinematográfico fue de 110 páginas, donde la mayoría de los tratamientos promedian 15 páginas. Reitman y Simmons lo lanzaron a varios estudios de Hollywood. Simmons se reunió con Ned Tanen, un ejecutivo de Universal Studios. Fue alentado por los ejecutivos más jóvenes Sean Daniel y Thom Mount, que eran más receptivos al tipo de humor Lampoon; Mount había descubierto el tratamiento de la película "Siete fuegos" como asistente de Tanen mientras investigaba los proyectos que dejaba un ejecutivo despedido del estudio. Tanen odiaba la idea. Ramis recuerda: "Fuimos más allá de lo que creo que Universal esperaba o quería. Creo que estaban conmocionados y horrorizados. La fraternidad de Chris había sido prácticamente un culto al vómito. Y tuvimos muchas escenas que eran casi orgías de vómito ... Nosotros no retrocedió nada ". A medida que los escritores crearon más borradores del guion (nueve en total), el estudio gradualmente se volvió más receptivo al proyecto, especialmente a Mount, que lo defendió. El estudio dio luz verde a la película y estableció el presupuesto en unos modestos $ 3 millones. Simmons recuerda: "Ellos simplemente pensaron: 'A la mierda, es una pequeña película tonta y haremos un par de dólares si tenemos suerte, déjenlos hacer lo que quieran'".

### Casting
Inicialmente, Reitman había querido dirigir pero había hecho una sola película, Cannibal Girls, por $ 5,000. Los productores de la película se acercaron a Richard Lester y Bob Rafelson antes de considerar a John Landis, quien consiguió el trabajo de director basado en su trabajo en Kentucky Fried Movie. El guion de esa película y el supervisor de continuidad era la novia de Sean Daniel, un asistente de Mount. Daniel vio la película de Landis y lo recomendó. Landis se reunió con Mount, Reitman y Simmons y consiguió el trabajo. Landis recuerda: "Cuando me dieron el guión, fue lo más divertido que había leído hasta ese momento. Pero fue realmente ofensivo. Hubo una gran cantidad de vómitos y violaciones de proyectil y todas estas cosas". Landis afirma que su gran contribución a la película fue que "tenía que haber buenos y malos. No puede haber solo malos, por lo que se convirtió en una buena fraternidad y mala fraternidad". También hubo fricciones entre Landis y los escritores desde el principio porque Landis era un desertor de la escuela secundaria de Hollywood y eran graduados universitarios de la costa este. Ramis recuerda: "Se refería inmediatamente a Animal House como 'mi película'. Llevamos dos años viviendo con eso y odiamos eso ". Según Landis, se inspiró en las comedias clásicas de Hollywood con personajes como Buster Keaton, Harold Lloyd y Marx Brothers.
El elenco inicial debía presentar a Chevy Chase como Otter, Bill Murray como Boon, Brian Doyle-Murray como Hoover, Dan Aykroyd como D-Day y John Belushi como Bluto, pero solo Belushi estaba interesado. Chase rechazó la película para hacer un juego sucio; Landis, que quería interpretar actores dramáticos desconocidos como Bacon y Allen (la primera película para ambos) en lugar de comediantes famosos, se atribuye el mérito de desanimar sutilmente a Chase al describir al elenco como un "conjunto". Landis también ha declarado que no estaba interesado en dirigir una "película de Saturday Night Live" y que las incógnitas serían la mejor opción. El personaje de D-Day se basó en Aykroyd, aficionado a las motocicletas. A Aykroyd le ofrecieron el papel, pero ya estaba comprometido con Saturday Night Live. Belushi, que había trabajado en The National Lampoon Radio Hour antes de Saturday Night Live, también estaba ocupado con SNL, pero pasó de lunes a miércoles haciendo la película y luego voló de regreso a Nueva York para hacer el programa de jueves a sábado. Ramis originalmente escribió el papel de Boon para sí mismo, pero Landis sintió que parecía demasiado viejo para el papel y Riegert fue elegido en su lugar. Landis le ofreció a Ramis una parte más pequeña, pero él la rechazó. Landis se reunió con Jack Webb para interpretar a Dean Wormer y Kim Novak para interpretar a su esposa; en ese momento, según los informes, Webb rechazó el papel debido a las preocupaciones sobre su imagen limpia de Dragnet, pero luego dijo que no le pareció divertido el guion. Finalmente, John Vernon fue elegido como Wormer después de que Landis lo viera en The Outlaw Josey Wales.
Belushi inicialmente recibió solo $ 35,000 por Animal House, pero recibió un bono después de que la película se convirtió en un éxito. Landis también se reunió con Meat Loaf en caso de que Belushi rechazara el papel de Bluto. Landis trabajó con Belushi en su personaje, que "apenas tuvo diálogo"; decidieron que Bluto era un cruce entre Harpo Marx y el Monstruo de las Galletas. Belushi dijo que desarrolló su habilidad para comunicarse sin hablar porque su abuela hablaba poco inglés.
Belushi fue considerado un actor de reparto y Universal quería otra estrella. Landis había sido miembro de la tripulación de Kelly's Heroes y se había hecho amigo del actor Donald Sutherland, a veces cuidando a su hijo Kiefer. También acababa de trabajar con él en Kentucky Fried Movie. Landis le pidió a Sutherland, una de las estrellas de cine más populares de principios de la década de 1970, que apareciera en la película. Durante dos días de trabajo, Sutherland rechazó la oferta inicial de $ 20,000 más "puntos" (un porcentaje del ingreso bruto o neto). Universal luego le ofreció su tarifa diaria de $ 25,000 o el 2% del total bruto de la película. Sutherland tomó la tarifa garantizada, suponiendo que la película no tendría mucho éxito; aunque esto lo convirtió en el miembro del reparto mejor pagado (el caballo de Neidemeyer, Junior y John Belushi recibieron $ 40,000 cada uno), la decisión le costó a Sutherland lo que estima en alrededor de $ 14 millones. La participación de la estrella, sin embargo, fue crucial; Landis dijo más tarde "Fue Donald Sutherland quien esencialmente hizo la película".
"Pinto" fue el apodo del guionista Chris Miller en su fraternidad de Dartmouth. DeWayne Jessie adoptó el nombre de "Otis Day" en su vida privada y continuó de gira con la banda.

### Locaciones
El siguiente problema de los cineastas fue encontrar una universidad que les permitiera filmar la película en su campus. Presentaron el guion a varios colegios y universidades, pero "nadie quería esta película" debido al guion; según Landis, "No pude encontrar 'la apariencia'. Todos los lugares que tenían 'la apariencia' dijeron 'no, gracias'". La Universidad de Misuri (Columbia, Misuri) inicialmente dio su consentimiento para filmar la película en la universidad, pero el presidente (Herbert W. Schooling) retiró el permiso para filmar allí después de leer el guion.
El presidente de la Universidad de Oregón en Eugene, William Beaty Boyd, había sido administrador principal de la Universidad de California en Berkeley en 1966 cuando su campus fue considerado para una ubicación de la película The Graduate. Después de consultar con otros colegas administrativos superiores que le aconsejaron que lo rechazara debido a la falta de mérito artístico, las escenas del campus universitario ambientadas en Berkeley fueron filmadas en la USC en Los Ángeles. La película se convirtió en un clásico, y Boyd estaba decidido a no cometer el mismo error dos veces cuando los productores preguntaron sobre la filmación en Oregón. Después de consultar con los líderes del gobierno estudiantil y los oficiales del Pan Hellenic Council, el director de Relaciones Universitarias le informó al presidente que el guion, aunque vulgar y a menudo insípido, era una parodia muy divertida de la vida universitaria. Boyd incluso permitió que los cineastas usaran su oficina como la de Dean Wormer.
La casa real representada como Delta House fue originalmente una residencia en Eugene, el Dr. A.W. Casa Patterson. Alrededor de 1959, fue adquirida por el capítulo Psi Deuteron de la fraternidad Phi Sigma Kappa y fue su sala capitular hasta 1967, cuando el capítulo se cerró debido a la baja membresía. La casa fue vendida y se deslizó en mal estado, con el espacioso porche retirado y el césped cortado. En el momento del tiroteo, las casas de fraternidad Phi Kappa Psi y Sigma Nu estaban ubicadas junto a la antigua casa de Phi Sigma Kappa, en la cuadra 700 de East 11th Avenue. Se utilizaron el interior de la casa de Phi Kappa Psi y la casa de Sigma Nu para muchas de las escenas interiores, pero las habitaciones individuales fueron filmadas en un escenario sonoro. La casa de Patterson fue demolida en 1986, y el sitio (44.048 ° N 123.081 ° W) ahora está ocupado por la escuela de Educación y Asesoramiento de la Northwest Christian University. Una gran roca colocada al oeste de la entrada del estacionamiento muestra una placa de bronce que conmemora la ubicación de Delta House. La escena final del desfile se filmó en Main Street, en el centro de Cottage Grove, a unas veinte millas (30 km) al sur de Eugene a través de la Interestatal 5.

### Fotografía
El rodaje comenzó en el otoño de 1977, y Landis trajo a los actores que interpretaron a los Deltas cinco días antes para unirse. Al hospedarse en el motel Rodeway Inn en el adyacente Springfield, trasladaron un viejo piano del vestíbulo a la habitación de McGill, que se conoció como "el centro de la fiesta". James Widdoes ("Hoover") recuerda: "Fue como una orientación de primer año. Hubo mucho tiempo para conocernos y llamarnos por los nombres de nuestros personajes". Esta táctica alentó a los actores que interpretan a los Deltas a separarse de los actores que interpretan a los Omegas, ayudando a generar una auténtica animosidad entre ellos ante la cámara. Belushi y su esposa Judy alquilaron una casa en el sur de Eugene para mantenerlo alejado del alcohol y las drogas; ella permaneció en Oregón mientras él viajaba a la ciudad de Nueva York para Saturday Night Live.
Aunque se advirtió a los miembros del elenco que no se mezclaran con los estudiantes universitarios, una noche, algunas chicas invitaron a varios de los miembros del elenco a una fiesta de fraternidad; asumiendo que la invitación se había hecho con el conocimiento de la fraternidad, los actores llegaron y fueron recibidos con abierta hostilidad. Era obvio que el grupo no era bienvenido, y cuando se iban, Widdoes arrojó una taza de cerveza a un grupo de futbolistas borrachos y estalló una pelea "como una escena de la película". Tim Matheson, Bruce McGill, Peter Riegert y Widdoes escaparon por poco, con McGill sufriendo un ojo morado y Widdoes sufriendo varios dientes.
Además del grito de apertura de Belushi, la pelea de comida se filmó de una sola vez, con los actores alentados a luchar de verdad. El manejo de comestibles de Flounder en el supermercado fue otro disparo; Furst atrapó hábilmente los muchos artículos que Landis y Matheson le arrojaron, asombrando al director. Al filmar la larga escena del tribunal en un día, Landis ganó una apuesta con Reitman.
El presupuesto de la película era tan pequeño que durante los 32 días de rodaje en Eugene, principalmente en noviembre, Landis no tuvo tráiler u oficina y no pudo ver diarios durante tres semanas. Su esposa, Deborah Nadoolman, compró la mayoría de los disfraces en tiendas locales de segunda mano, y ella y Judy Belushi hicieron el togas de la fiesta. Landis y Bruce McGill protagonizaron una escena para los reporteros que visitaron el set, donde el director fingió estar enojado con el actor por ser difícil en el set. Landis agarró un lanzador separatista y lo estrelló sobre la cabeza de McGill. Cayó al suelo y fingió estar inconsciente. Los reporteros quedaron completamente engañados, y cuando Landis le pidió a McGill que se levantara, se negó a moverse.
Los extras negros tuvieron que ser transportados desde Portland para el segmento en el Dexter Lake Club (43.914 ° N 122.8115 ° W) debido a su escasez alrededor de Eugene. Más en serio, el segmento alarmó a Tanen y a otros ejecutivos del estudio, quienes lo percibieron como racista y advirtieron que "los negros en Estados Unidos van a sacar los asientos de los cines si dejas esa escena en la película". La aprobación de Richard Pryor ayudó. retener el segmento en la película. El estudio se entusiasmó más con la película cuando Reitman mostró a ejecutivos y gerentes de ventas de varias regiones del país un carrete de producción de 10 minutos que se armó en dos días. La reacción fue positiva y el estudio envió 20 copias a los expositores. La primera proyección previa de Animal House se realizó en Denver cuatro meses antes de su apertura en todo el país. Al público le encantó y los realizadores se dieron cuenta de que tenían un potencial éxito en sus manos.
El corte original de la película fue de 175 minutos y se dejó caer más de una hora; Las escenas eliminadas incluyen:
- Un cameo de John Landis como lavaplatos de la cafetería que intenta evitar que Bluto coma toda la comida. Landis es arrastrado por una mesa y Bluto lo arroja al suelo y luego dice: "No jodas con las águilas a menos que sepas volar".

- Una escena en la que Boon y Hoover le cuentan a Pinto las historias de los legendarios hermanos de la fraternidad Delta House de años anteriores que tenían nombres como Tarántula, Bulldozer, Jirafa y su novia, Gross Kay.

- Dos escenas eliminadas diferentes con Otter y un par de sus novias (una interpretada por Sunny Johnson, incluida en los créditos como "Otter's Co-Ed" aunque su escena fue eliminada) y la otra interpretada por la exploradora de ubicación Katherine Wilson, cuya escena eliminada puede ser visto en el tráiler teatral).

- Una versión extendida de la escena donde Bluto se vierte mostaza sobre sí mismo y comienza a cantar "Soy el hombre mostaza".

## Recepción
La producción cinematográfica fue una de las películas más famosas de los años 70. No sólo encumbró a su director entre los grandes de Hollywood, sino que inauguró la moda de las disparatadas comedias universitarias. La cinta de bajo presupuesto no sólo tuvo un tremendo éxito en taquilla, sino que también se convirtió en todo un fenómeno ideológico para la juventud de la época (las fiestas romanas que aparecen en la película se pusieron de moda a lo largo de todos los Estados Unidos).
Roger Ebert le dio a la película cuatro estrellas de cuatro y escribió: "Es anárquico, desordenado y lleno de energía. Nos asalta. Parte del impacto de la película proviene de su gran nivel de energía maníaca ... Pero la película está mejor hecha (y mejor actuado) de lo que podríamos darnos cuenta al principio. Se necesita habilidad para crear este tipo de argumento cómico, y la película está llena de personajes que se bosquejan un poco más absorbente de lo que tenían que ser, y actuaron con percepción ". Más tarde, Ebert colocó la película en su lista de los 10 mejores de 1978, la única película de National Lampoon que recibió este honor. En su crítica de Time, Frank Rich escribió: "En el mejor de los casos, expresa a la perfección los temores y el odio de los niños que llegaron a la mayoría de edad a fines de los años 60; en el peor de los casos, Animal House se deleita en tonterías abyectas. bajos pueril ". Gary Arnold escribió en su reseña para The Washington Post: "Belushi también controla una variedad perversa de expresiones conspirativas con la audiencia ... Puede parecer irresistiblemente divertido en reposo o invertir pequeñas oportunidades de payasadas con una racha de genio". David Ansen escribió en Newsweek: "Pero si Animal House carece de la insípida inspiración de la parodia del anuario de la escuela secundaria de Lampoon, esto sigue siendo un humor de bajo nivel". Robert Martin escribió en The Globe and Mail, "Es tan asqueroso e insípido que sientes que debes estar asqueado, pero es difícil ofenderte por algo que es tan divertido". La revista Time proclamó a Animal House como uno de los mejores del año. Metacritic le dio a la película una puntuación de 79 basada en 13 críticas, lo que indica "críticas generalmente favorables"
Cuando se estrenó la película, Landis, Widdoes y Allen realizaron una gira promocional nacional. Universal Pictures gastó alrededor de $ 4.5 millones promocionando la película en campus universitarios seleccionados y ayudó a los estudiantes a organizar sus propias fiestas de toga. Una de esas fiestas en la Universidad de Maryland atrajo a unas 2.000 personas, mientras que los estudiantes de la Universidad de Wisconsin – Madison intentaron una multitud de 10 000 personas y un lugar en el Libro Guinness de los Récords. Gracias a la película, las fiestas de toga se convirtieron en uno de los eventos favoritos del campus universitario durante 1978 y 1979.
En 2000, el American Film Institute colocó la película en su lista 100 Years ... 100 Laughs, donde ocupó el puesto número 36. Luego, en 2005, AFI clasificó la cita de John "Bluto" Blutarsky "Toga! Toga!" en el n. ° 82 en su lista de 100 años ... 100 citas de películas, con las frases "¿Más? ¿Dijiste" más? "¡Nada se termina hasta que decidimos que sí! ¿Se acabó cuando los alemanes bombardearon Pearl Harbor? ¡No!" y "Gordo, borracho y estúpido no es la forma de pasar por la vida, hijo" siendo nominado.
En 2001, el National Film Registry incluyó entre las 25 películas instaladas en la Biblioteca del Congreso ese año.

## Adaptación
En 2007 salió al aire Co-Ed Confidential, la cual es una serie de televisión erótica por cable que fue transmitida por Cinemax. El programa era una nueva versión de National Lampoon's Animal House y fue mostrada originalmente en Cinemax After Dark. Recibió buenas críticas de diversos sectores, por su guion y su trama.